# Panika

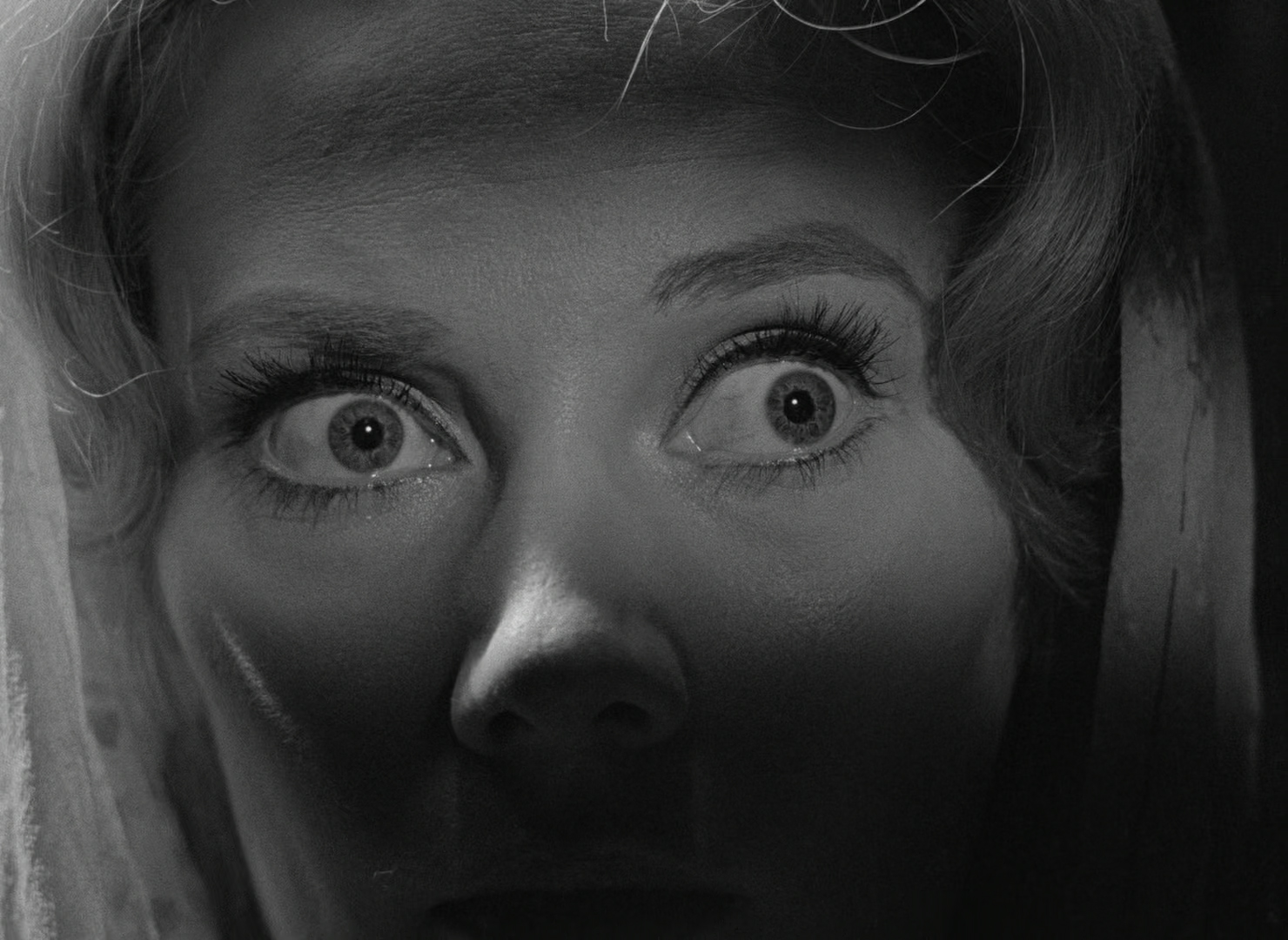
Příčinou paniky bývá také strach

Panika je sociálně psychologický jev, který se dá charakterizovat spontánním, nekorigovaným chováním lidí, u kterých došlo k porušení duševní rovnováhy. Typickými příznaky paniky jsou:
- rychlé zmnožování iracionálních (rozumem nepochopitelných) složek ve strategii chování
- umocňování emocionální složky rozhodování
- nekoordinovanost interakčních, komunikačních a informačních vazeb
- snížení rozumové kontroly chování
- tendence k extrémním reakcím

Paniku vyvolává nedostatek informací uvnitř určité sociální struktury, což ve spojení s extrémním napětím či očekáváním může nabýt někdy i formy davové psychózy.

## Panická porucha
Jestliže nadměrně intenzivní úzkost trvá dlouho, příliš zasahuje do života, převládá zmatek, neúčelné chování, silné emoce. Jestliže je toto panické chování dlouhodobé a opakované, může se jednat o panickou nebo jinou úzkostnou poruchu. Diagnostická vodítka:
- náhlé a nečekané vegetativní projevy (bušení srdce, pocení, chvění nebo třes, dušnost, zalykání se apod.)
- během záchvatu silná úzkost nebo strach (ze smrti, zešílení, ztráty kontroly vědomí)
- katastrofická interpretace nějakého podnětu, například příznaků vážné nemoci
- sekundárně často strach být sám, nebo se vzdálit z míst, kde je dostupná pomoc.[1]

## Další souvislosti
- Panika na burze – její začátek může způsobit řada zdánlivých maličkostí (prohlášení politiků, hodnocení známých finančníků, lokální neúrody či přírodní katastrofy), které v důsledku vedou k propadu cen na burze
- Panika v bance – neboli „run na banku“ je pokus velkého množství vkladatelů vyzvednout si v hotovosti své vklady ve stejnou chvíli. Vzniká na základě pověstí nebo faktů, které vedou vkladatele k obavě, že banka je insolventní a že nebude schopna dostát svým závazkům.
- Panické nákupy – nakupování neobvykle velkého množství produktu v očekávání nedostatku nebo prudkého zvýšení ceny. Panické nakupování je jedním ze způsobů jak se lidé vyrovnávají s nejistotou, pocitem, že je ohroženo jejich přežití, například při nástupu epidemie nebo vojenské invazi. Potřebují udělat něco, aby získali pocit, že mají situaci pod kontrolou.
- Panický strach – je ustálené slovní spojení, které vešlo do povědomí jako rčení, přirovnání. Vyjadřuje stav velkého zděšení, náhlého strachu a obav z očekávaného.

## Původ slova
Výraz panika pochází od řeckého boha stád a lesů Pana. Podobal se napůl člověku, napůl kozlu. Svým vzhledem a křikem naháněl velký strach všem, kdo jej vyrušili ze spánku nebo při jeho toulkách lesem.